# 掛下重次郎
掛下重次郎（日语：／ Kakeshita Jūjirō，1857年10月2日〈安政4年8月15日〉—1931年2月22日）是一名日本明治至昭和初期的司法官僚，曾擔任大審院判事和大審院檢事。

## 生平
掛下重次郎作為掛下金松的弟弟，出生於後來的佐賀縣。1883年，從兄長家分家，另立一家。1876年成為法學生，1884年畢業於司法省法學校，並獲得法律學士的稱號。1885年，他成為判事，歷任大阪控訴院部長判事、1898年大審院判事，隨後擔任大審院檢事，於1913年5月休職。他的墓地位於唐津市法蓮寺。

## 著作
- 他述東京専門学校、1896年。
- 述明治法律学校講法会、1901年。
- 述明治大学出版部、1907年。
- 述明治大学出版部、1908年。

## 親屬
- 義兄：平沼淑郎（妻子的哥哥、經濟學家）[5]